# Innamoratissimo (Tu che fai battere forte il mio cuore)
Innamoratissimo (Tu che fai battere forte il mio cuore) è un singolo del duo musicale italiano Righeira, pubblicato nel 1986 come primo estratto dal secondo album in studio Bambini Forever.

## Tracce
7" – CGD 10653 (Italia)
- Lato A

1. Innamoratissimo (Tu che fai battere forte il mio cuore) – 4:00

- Lato B

1. Gli parlerò di te – 4:18

## Formazione
Righeira
- Johnson Righeira – voce
- Michael Righeira – voce

Produzione
- La Bionda – produzione

## Classifiche

### Classifiche settimanali
| Classifica (1986) | Posizione massima |
| ----------------- | ----------------- |
| Italia            | 7                 |

### Classifiche di fine anno
| Classifica (1986) | Posizione |
| ----------------- | --------- |
| Italia            | 71        |